# Andreas Schneider (Fußballspieler, 1956)

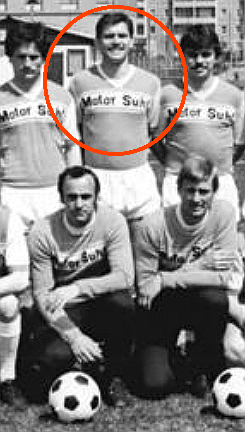
Andreas Schneider 1984

Andreas Schneider (* 13. Oktober 1956) ist ein ehemaliger Thüringer Fußballspieler. Für die BSG Motor Suhl spielte er zwischen 1984 und 1985 in der DDR-Oberliga, der höchsten Spielklasse des DDR-Fußball-Verbandes. 
Bis 1978 spielte der 1,80 m große Schneider, von Beruf Instandhaltungsmechaniker, bei der Betriebssportgemeinschaft (BSG) Chemie IW Ilmenau, zuletzt in der zweitklassigen DDR-Liga. Im November 1978 wurde er für 18 Monate zum Militärdienst eingezogen und zur Armeesportgemeinschaft Vorwärts Bad Salzungen abkommandiert. Dort spielte er zunächst in der viertklassigen Bezirksklasse Suhl, nach der Saison 1978/79 stieg er mit der Mannschaft in die Bezirksliga Suhl auf. 
Im Juli 1980 schloss sich Schneider dem DDR-Ligisten BSG Motor Suhl an. 1983/84 stand er in der Mannschaft, die sich den Aufstieg in die Oberliga erkämpfte. Mit seinen 29 Einsätzen in den ausgetragenen 30 Ligaspielen hatte er einen wesentlichen Anteil an diesem Erfolg. In der Oberligasaison 1984/85 gehörte er mit 19 Punktspielen bei 26 ausgetragenen Begegnungen erneut zum Spielerstamm und wurde von Trainer Ernst Kurth in der Regel als Vorstopper eingesetzt. Damit war Schneider mit verantwortlich, dass Motor Suhl am Ende der Saison mit 92 Gegentoren zur schlechtesten Mannschaft im 14er-Feld der Oberliga wurde und nach einem Jahr Erstligazugehörigkeit wieder absteigen musste. 
Nach dem Abstieg spielte Schneider noch drei weitere Spielzeiten mit Motor Suhl in der DDR-Liga. Zur Saison 1988/89 kehrte der inzwischen 31-Jährige zu seiner alten Gemeinschaft Chemie IW Ilmenau zurück, die ein Jahr zuvor in die Bezirksliga abgestiegen war. Bereits in seiner ersten Saison verhalf er den Ilmenauern zur Rückkehr in die DDR-Liga, wo er noch eine weitere Saison aktiv war.

## Stationen
- bis 1978: BSG Chemie Ilmenau
- 1978 bis 1980: ASG Vorwärts Bad Salzungen
- 1980 bis 1988: BSG Motor Suhl
- 1988 bis 1990: BSG Chemie Ilmenau